# Patrícia Carta
Patricia Carta é uma jornalista brasileira.
Foi diretora da edição brasileira da revista Vogue de 2003 a 2010. Desde 2011 é a diretora da edição brasileira da revista Harper's Bazaar.
Foi uma das curadoras do livro “Sample”, que apontou cem jovens estilistas do mundo e que foi lançado em 2005 pela editora inglesa Phaidon. Também já foi curadora-adjunta do MASP.